# ウィックロー
ウィックロー、またはウィックロウ（英: Wicklow、愛: Cill Mhantáin）は、アイルランドのウィックロー県の県都である。アイルランド語の町名は「歯のない人の教会」の意味である。首都ダブリンの南にあり、アイルランドの東海岸にあるこの町は、6835人の人口(2006年国勢調査予備報告)がある。郊外の人口も加えると、12,675人となる。
町はダブリンとウェックスフォードを結ぶN11国道沿いにある。ウィックローには鉄道が走っており、ダブリンコミューターサービスが町まで伸びている。このコミューターサービスはアークロウや、ウェックスフォードやフェリーの港であるロスレアにも結ばれている。また、町には商業港が存在し、材木の輸入に使用されている。

## 歴史
地方の歴史によると、ウィックローの町は、おそらくヴァイキングにより870年頃作られたといわれている。「ウィックロー」(Wicklow)の名前は「ヴァイキングの草原」の意味である'Vikinglow'、あるいは、「ヴァイキングの入り江」の意味である'Wykynlo'が語源となっている。町の海岸線の地形や周辺の地域の豊かな農作物の存在から、この地方に9世紀前に居住者が存在しても驚くことではない。
アイルランド語の名前であるCill Mhantáinの語源には、その名自体に興味深い言い伝えがある。聖パトリックは、海岸の南にあるトラヴァイラホーク海岸(Travailahawk beach)に上陸を試みたと言われている。その時、敵対的な現地民は上陸部隊を攻撃し、その攻撃により聖者は前歯を失うことになった。彼はマンタック(Manntach、歯のない人)と知られ、町に戻り教会を建てた。それから名前が付いたと言われている。"Cill Mhantáin"は、「歯のない人の教会」の意味である。しかし、その様な聖者が存在し、それを元にCill Mantainの名を地名にしたと言うことには、証拠、物証、記録が存在しない（口伝のみ）。
英語の名前である'Wicklow'は、もともとのアイルランド語の名前であるCill Mhantáin ('Church of Mantáin') とは何の関係もなくつけられた。この地域を支配したノルマン人は、ゲール語の地名を使用することを好まなかった。ノルマン人の影響は今日も町の地名の一部と家系の名前に残っている。ノルマン人の侵攻後、ウィックローは、上陸を防ぐための要塞として、モーリス・フィッツジェラルドが'ブラックキャッスル'を建築することを許した。この城は現在南の浜に城跡として残っている。ウィックロー県の周囲は青銅器時代の遺跡が多い。町で最も古い建物はフランシスコ会の修道院で、大通りの西の端にあり、カトリック教会の敷地内にある。
他の有名な建物にタウンホールと刑務所がある。これらは1702年に建造され、最近、遺跡の中心と観光名所として修理されている。東のブレークウォーターはウィックローの港湾委員会(Wicklow Harbour Commissioners)により1880年代初頭に建築されたおそらく町で最も重要な建物である。建物を作った建築家はウィリアム・ジョージ・ストリッペで、建築した者はウエストミンスターのジョン・ジャクソンであった。北の突堤は、1909年頃までに完成した。この設計者は、ジョン・パンシング、建築した者はブリストルのルイスノットであった。刑務所は19世紀の終わりまで処刑の場所であった、ビリー・バーン（1798年の反乱のリーダー）が1799年に人生の終わりを迎えたのもここであった。彼の石像が町の広場に建てられている。ウィックローの中央にあるフィッツウィリアムスクエアは、ロバート・ハルビン船長の功績を称えたものである。彼は、1836にウィックローで建造された電話ケーブル船「グレート・イースタン」の指揮官である。

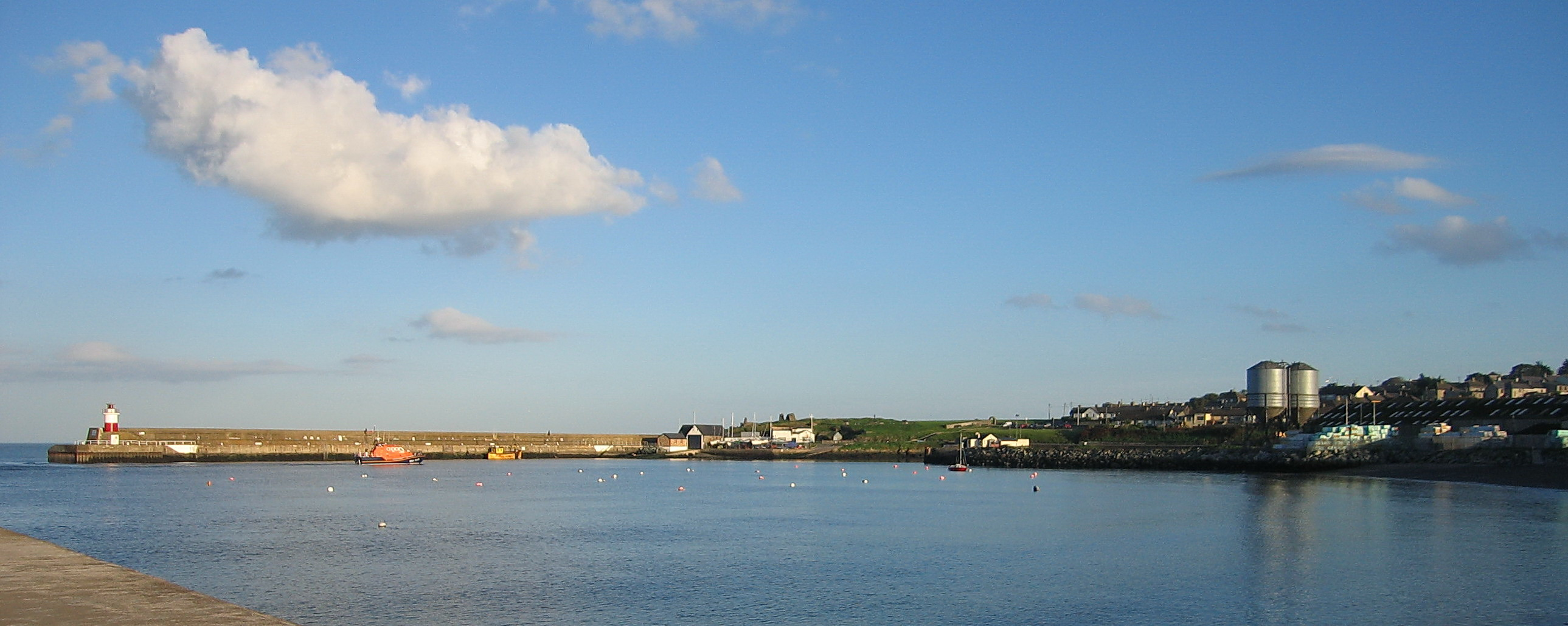
ウィックローの海岸

## 地形
ウィックローの町はウィックローの海岸を取り囲むように存在している。すぐ北には、有名な草原で海と東海岸沿いの散歩コースである、ムロウ (The Murrough) がある。西側には起伏する丘が存在している。南側の大きな特徴としては、ブライド岬と'ウィックロー岬'で知られている岩が多い突端が存在し、アイルランドの国土で最も東端の点でもある（厳密には、アイルランドの最も東端の点は、コ・ダブリン沖のランベイ島に存在する）。

## 町の変化
1995年以降、アイルランド経済の成長を示すような、大きな変化と拡大が生じた。かなりの数の宅地造成が町の南西部のマルトン通り(L29A)沿いで行なわれた。最近では、住宅造成が町の北西方向で、近隣の村であるラスニュー (Rathnew)の方角に行なわれた。2004年のアッシュフォード/ラスニュー間のバイパスの完成により、42キロメートル北にあるダブリンとウィックローの間は。国道と高速道路の2本の道で結ばれることになった。ウィックローがダブリンのベッドタウンとしてその重要性が増加したため、ウィックローとその周辺部の人口は緩やかに増加することとなった。